# Ка де Корти (Кремона)
Ка де Корти је насеље у Италији у округу Кремона, региону Ломбардија.
Према процени из 2011. у насељу је живело 60 становника. Насеље се налази на надморској висини од 31 м.